# Ельдена
Ельдена (нім. Eldena) — громада в Німеччині, розташована в землі Мекленбург-Передня Померанія. Входить до складу району Людвігслуст-Пархім. Складова частина об'єднання громад Грабов.
Площа — 33,98 км2. Населення становить 1136 ос. (станом на 31 грудня 2020).